# Київський річковий порт
Київський річковий порт — підприємство галузі річкового транспорту. Розташоване на Дніпрі у центральній частині Києва.

## Історія
Поділ споконвіків вважали торговим центром Києва. Коли на початку 19-го століття по Дніпру почали активно ходити човни, вздовж ріки на Подолі розкинулося багато пристаней. Цікавим є той факт, що в середині 19-го століття, довжина однієї з подільських пристаней становила, практично, 1800 метрів.
Нова гавань річкового порту була побудована в 1897—1899 роках за проектом інженера Миколи Максимовича в середній частині русла Почайни, яка тоді являла собою невелику затоку, було проведено масштабні гідротехнічні роботи з влаштування нової гавані і вона отримала назву «Київська гавань імператора Миколи II» і на той час була найбільшою в Російській імперії. Лінія причалу порту простягнулася на 3156 метрів — це була одна з найдовших річкових гаваней Європи. Її довжина сягала двох кілометрів, ширина — від 180 до 240 метрів.
Офіційне закладання Київської гавані відбулося 18 липня (6 липня за старим стилем) 1897 року. Після церемонії освячення до першої чавунної причальної тумби була прикріплена металева дошка з написом про це важливе дійство, а генерал-губернатору Південно-Західного краю графу Л. П. Ігнатьєву на згадку подарували срібну кирку. Після привітань робочих з початком будівництва, офіційні особи піднялися на землечерпальну машину «Дніпровська-2», де О. П. Ігнатьєв повернув ручку електричного приводу і запустив агрегат в дію. На завершення церемонії присутні перейшли на пароплав «Микола-II» і переправилися на лівий берег Дніпра на дачу, де був влаштований святковий сніданок.
Будівництво нового річкового вокзалу було розпочато у 1953 році та закінчено майже 10 років потому. Башта будівлі була стилізована під щоглу вітрильних кораблів. Сама будівля річкового вокзалу стала родзинкою радянської архітектури — крім цікавої форми, стіни вокзалу були прикрашені інкерманським вапняком, а «щогли і вітрила» вокзалу були частково покриті золотом.
Урочисте відкриття нового річкового вокзалу в Києві відбулося в 1961-му році. З моменту відкриття річковий вокзал почав працювати на повну потужність, обслуговуючи одночасно більше 500-та пасажирів.
Після спорудження Дніпровського каскаду ГЕС порт став доступний для великих суден і фактично перетворився на транзитний порт, через який йшли вантажі портів басейну Дніпра. Вантажі з великотоннажних суден перевантажували на флот, який обслуговував мілководну частину Дніпра і Десну, і навпаки.
Найвищого розвитку Київський річковий порт досяг у 1980-ті роки, коли обсяги вантажно-розвантажувальних робіт досягли 30 млн т за навігацію, місцевих перевезень вантажів — 10 млн т, перевезення пасажирів на внутрішньо-міських та приміських лініях — понад 4 млн осіб.
У 1993 році порт став відкритим акціонерним товариством.
У 2019 році планується будівництво логістичного комплексу класу А і терміналу для цементної бази. Логістичний комплекс з вантажною зоною буде розміщено на площі 10 тис. кв. м, з яких 2 тис. м² буде відведено під офісні приміщення.
Також, в планах порту — розвивати контейнерні перевезення, використовувати залізничну інфраструктуру для роботи з такими вантажами як пісок, щебінь, метал, цемент та розвиток торговельних відносин і вантажоперевезень з Білоруссю.
Протягом 2014—2018 років підприємство проводило розвиток інфраструктури. За цей час був побудований митний комплекс з міжнародним пунктом пропуску, реконструйовані та відремонтовані офісні будівлі, цехи та складські приміщення, встановлені сучасні засоби охорони та вагові комплекси. Також заплановане будівництво логістичного комплексу класу A площею 10 тис. м² і терміналу для цементної бази.

## Виробничі потужності
Має понад 1,5 тис. м вантажних причалів, обладнаних сучасним вантажно-розвантажувальними засобами. У структурі порту — 3 причали-склади у межах Києва та 2 у Київській області (міста Ржищів та Переяслав), портальні (вантажопідйомністю до 20 т) та плавучі (5 і 16 т) крани, гідропісконавантажувач, авто- і електронавантажувачі та інші перевантажувальні механізми; криті та відкриті склади для виконання робіт і обслуговування великих вантажопотоків; вантажні буксирні та рейдові судна. Порт оснащений гідротехнічними спорудами, спеціальним обладнанням для стоянки, обробки та навігаційного обслуговування флоту, залізничними й автомобільними під'їзними шляхами, береговим господарством, ремонтними майстернями.
У складі флоту — 17 самохідних суден (10 пасажирських, сім вантажних, в тому числі — криголам), 10 несамохідних суден, три плавкрани, два перевантажувачі піску, очисне судно, сім причальних понтонів, плавдок й інша техніка.

## Основні види діяльності
- перевалка всіх видів генеральний і навалоч. вантажів та їхнє зберігання;
- доставка вантажів між портами, буксирування в межах басейну Дніпра;
- видобування, транспортування та реалізація річкового піску;
- комплексне обслуговування флоту тощо.

Пасажирський флот порту виконує екскурсійні та прогулянкові рейси, здійснює перевезення пасажирів на комфортабельних пасажирських прогулянкових суднах.
У структурі порту — річковий вокзал, павільйони, причали у місцях масового відпочинку.

## Структура
- Київський річковий вокзал
- Ржищівський річковий порт
- Переяславський річковий порт

## Керівництво
- Голова правління — С. Вус (від 2011).
- Боляк Ігор Васильович — голова правління (2018)